# Borre Sø
Borre Sø är en sjö på Jylland i Danmark.   Den ligger i Silkeborgs kommun, Region Mittjylland. Borre Sø ligger 21 meter över havet. Arean är 1,95 kvadratkilometer. Den sträcker sig 1,2 kilometer i nord-sydlig riktning, och 3,1 kilometer i öst-västlig riktning.
Danmarks längsta vattendrag, Gudenå, rinner igenom sjösystemet som består av Julsø, Borre Sø och Brassø. På sjöns norra sida ligger samhället Sejs-Svejbæk. Väster och söder om sjön ligger Silkeborgsskogarna.